# Franz Xaver Schnyder von Wartensee
Franz Xaver Schnyder von Wartensee   (Lucerna, 18 d'abril de 1786 - Frankfurt del Main, 27 d'agost de 1868) fou un pedagog musical suís. Estudià a Viena, i després d'haver fet la campanya del 1815 fou mestre de música de l'Institut Pestalozzi d'Yverdon-les-Bains, d'on es traslladà a Frankfurt, dedicant-se a l'ensenyança particular hi va tenir com alumnes entre d'altres a John Barnett i Emil Naumann. Com a compositor es donà a conèixer per l'òpera Fortunat (1829) l'oratori Zeit und Ecvigkeitt, cantates, cors religioses i profanes, cants suïssos per a cor d'homes, dues simfonies, una sonata per a piano, etc. A més deixà, un System der Rhythmik i un volum de Gedichte.